# 26P/Grigg-Skjellerup
26P/Grigg-Skjellerup, komet Jupiterove obitelji, objekt blizu Zemlji.